# Alhassane Keita
Alhassane Keita Otchico (Conakry, 26 giugno 1983) è un ex calciatore guineano, di ruolo attaccante. È fratello gemello del calciatore Alsény Keita.

## Carriera
Esordisce in Marocco con l'Olympique de Khouribga. Nel 2001 si trasferisce in Svizzera nello Zurigo. Qui resta per cinque stagioni nelle quali conta 131 presenze e 58 reti, laureandosi miglior marcatore nella stagione 2005-2006, culminata nella conquista del titolo da parte del club tigurino. Nel 2006 si trasferisce in Arabia Saudita nell'Al-Ittihad, dove resta per due stagioni mettendo a segno 28 reti. Nel 2008 viene acquistato dal Maiorca, dove conta 47 presenze e 8 gol. Nel 2010 si trasferisce in prestito per la stagione 2010-2011 al Real Valladolid.
Nel gennaio del 2011 annulla il suo contratto con il Real Valladolid e firma un contratto con l'Al-Shabab, ritornando quindi in Arabia Saudita. Sempre nel 2011 rescinde il suo contratto con l'Al-Shabab per trasferirsi negli Emirati Arabi Uniti, militando nelle file dell'Emirates Club. Dopo essere tornato in Svizzera nel 2013, al San Gallo, il 31 dicembre 2014 rescinde il contratto con il club elvetico e vola negli Stati Uniti al Jacksonville.

## Palmarès

### Club

#### Competizioni nazionali
- Campionato svizzero: 1

Zurigo: 2005-2006
- Coppa Svizzera: 1

Zurigo: 2004-2005
- Campionato saudita: 1

Al-Ittihad: 2006-2007

### Individuali
- Capocannoniere del Campionato svizzero: 1

2005-2006 (20 reti)